# Anatolij Sazonow
Anatolij Pawłowicz Sazonow (ros. Анатолий Павлович Сазонов, ur. 1935) – radziecki działacz partyjny i państwowy.

## Życiorys
Ukończył Charkowski Instytut Politechniczny, w latach 1958–1969 pracował w fabryce w mieście Pietrowskoje w obwodzie woroszyłowgradzkim (obecnie obwód ługański), od 1962 należał do KPZR, od 1969 był funkcjonariuszem partyjnym. W latach 1984–1985 kierował Wydziałem Przemysłu Chemicznego KC KPU, od 18 listopada 1985 do 22 października 1989 był I sekretarzem Komitetu Obwodowego KPU w Zaporożu, a w latach 1988–1991 I zastępcą przewodniczącego Komitetu Kontroli Ludowej Ukraińskiej SRR. Był deputowanym do Rady Najwyższej ZSRR 11. kadencji.